# Área fusiforme de las caras
El área fusiforme de las caras, FFA (por sus siglas en inglés: Fusiform face area) es el principal sector del sistema visual del humano que está especializada para el reconocimiento facial. Está localizada en la corteza cerebral temporal inferior (TI), en la circunvolución llamada giro fusiforme (área 37 de Brodmann).

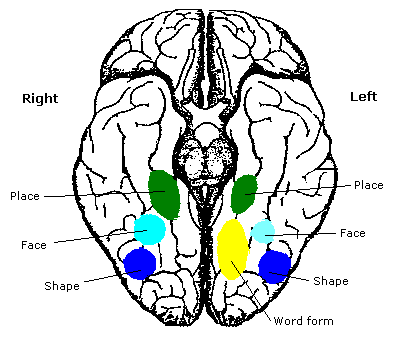
Cerebro humano, vista desde abajo.Área Fusiforme de las Caras mostrado en azul claro (Face).

## Historia
El área FFA humana fue descrita primero por Justine Sergent en 1992  
y nombrado más adelante por Nancy Kanwisher 
en 1997, quien propuso que la existencia de la FFA era evidencia para la especificidad del dominio en el sistema visual.
Los psicólogos debaten hoy si el área FFA se activa mediante rostros por causa de la evolución o por causa de experiencias.

En 2017 Nancy Kanwisher propuso que el área FFA se dedica exclusivamente al procesamiento de rostro.

En 2017 Isabel Gauthier ofrece una explicación de cómo la FFA se vuelve selectiva para los rostros en la mayoría de las personas mediante la experiencia (pericia).
Sostiene que el área FFA, es una parte crítica de una red que, es importante para individualizar objetos que son visualmente similares (porque comparten una configuración de partes en común).

## Estructura
El "área de rostro" FFA está localizada dentro de la red neuronal llamada 
corriente ventral ubicada en la superficie ventral del lóbulo temporal en la región lateral del giro fusiforme.

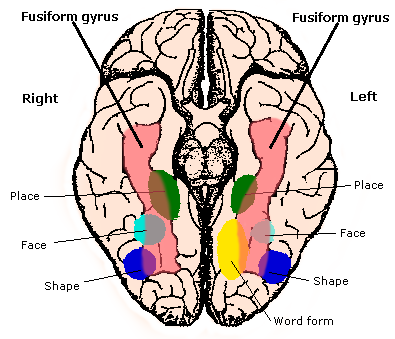
Giro Fusiforme en rojo El área FFA en azul claro (Face)

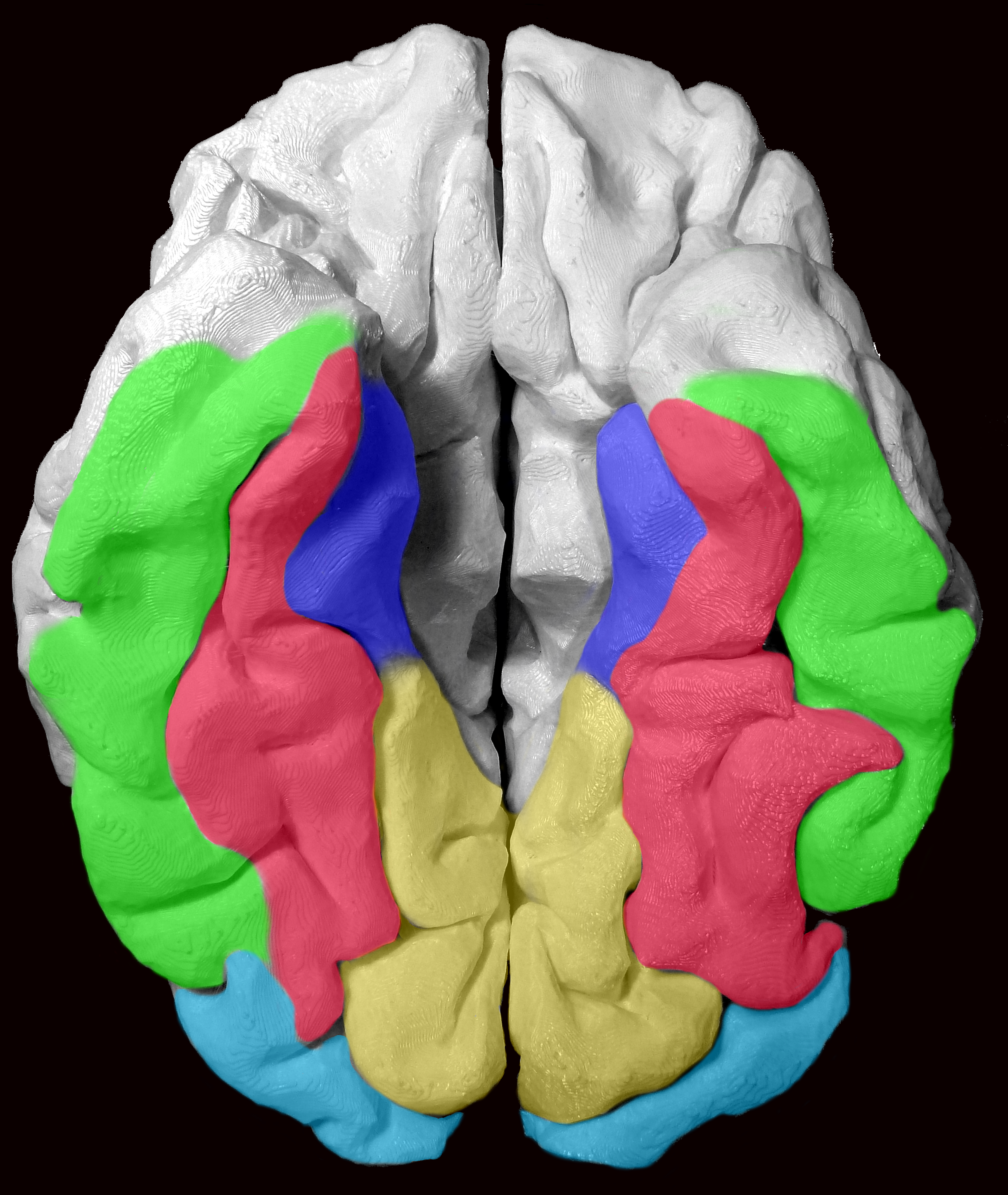
Cerebro humano 3D visto desde abajo.
Giro fusiforme en rojo. Para-Hipocampo en azul

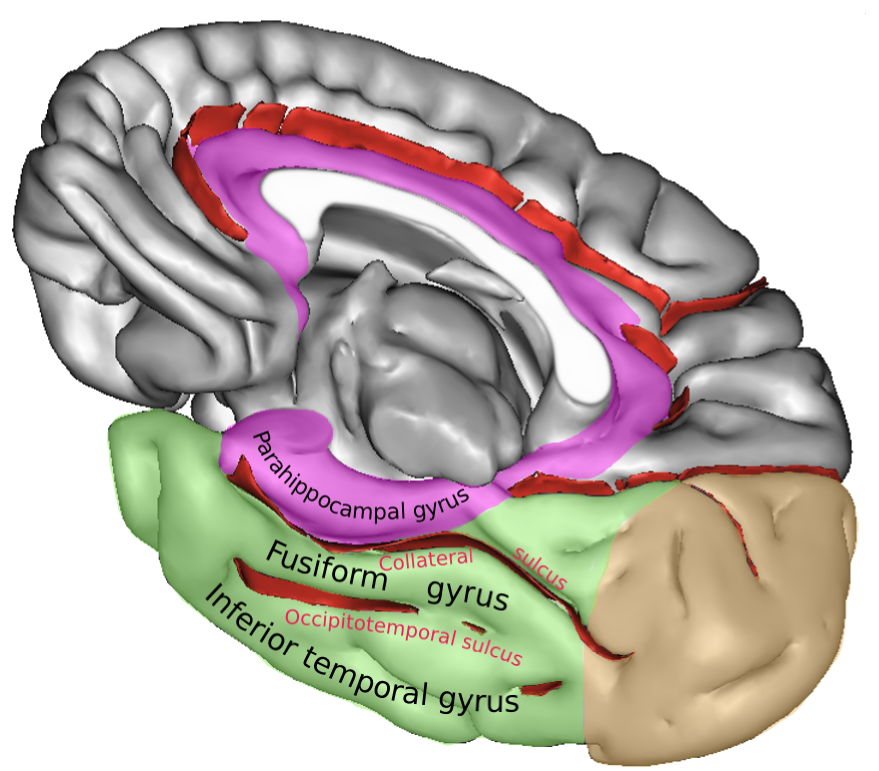
Hemisferio derecho visto desde abajo.
Giro fusiforme
y Surcos limitantes

El área FFA es lateral y externa al "área de lugar"  situada en el parahipocampo. La FFA muestra una cierta lateralización, usualmente siendo más grande en el hemisferio derecho.
Los estudios han demostrado recientemente que el área FFA se forma de racimos funcionales que están en una escala espacial más fina de lo que las anteriores investigaciones han medido.
El área FFA continúa siendo investigada en humanos, usando la tomografía por emisión de positrones (TEP), de imágenes de resonancia magnética funcional (RMNf). Usualmente, un participante de estas pruebas visualiza imágenes de caras, objetos, lugares, cuerpos, caras confusas, objetos confusos, lugares confusos y cuerpos confusos a esto se le denomina un localizador funcional.
La comparación de la respuesta neural entre caras y caras confusas, revelará áreas que 
responden al rostro; mientras que al comparar la activación cortical entre rostros y objetos, se revelarán áreas que  son
selectivas al rostro.

## Función

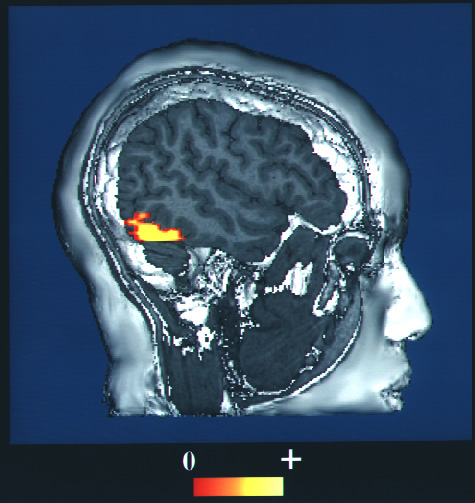
RNM funcional de una persona a la que se le ha pedido que mire caras. El sector en color amarillo demuestra un mayor flujo sanguíneo en el área FFA que reconoce caras.

El área FFA humana  fue descrita en 1992  
y nombrada como FFA más adelante en 1997, cuando se propuso que la  existencia misma del área FFA sea evidencia para la especificidad de este dominio dentro del sistema visual.
El área FFA está formada de racimos funcionales, que están en una escala espacial muy fina. 
La estimulación eléctrica de estos racimos funcionales, distorsiona selectivamente  la percepción de la cara, y este es el apoyo causal al papel de estos racimos funcionales en la percepción de la imagen facial.
Si bien generalmente se acuerda que el área FFA responde más a las caras que a la mayoría de las otras imágenes, hay debate acerca de si el FFA se dedica exclusivamente al procesamiento de rostro o si participa también en el procesamiento de otros objetos.
La hipótesis de la experiencia (pericia), defendida por Gauthier y otros, ofrece una explicación de cómo la FFA se vuelve selectiva para los rostros en la mayoría de las personas.
La hipótesis de la experiencia sugiere que el área FFA, es una parte crítica de una red que, es importante para individualizar objetos que son visualmente similares (porque comparten una configuración de partes en común). Gauthier encontró algo de activación en la FFA cuando los expertos en autos identificaban autos y cuando lo expertos en aves estaban identificando aves.

Este hallazgo ha sido replicado, 
y efectos de la experiencia en la FFA se han encontrado para otras categorías tales como demostraciones de ajedrez y lectura de rayos X.

Recientemente, se descubrió que el espesor de la corteza en el FFA predice la habilidad de reconocer caras, así como vehículos.
La magnetoencefalografía en 2009, reveló que los objetos son percibidos incidentalmente como rostros, un ejemplo de pareidolia, evoca una temprana activación de la FFA (165 milisegundos), al tiempo y ubicación similar al que se evoca por rostros, mientras otros objetos no evocan dicha activación. Esta activación es similar a un rostro-específico ERP componente N170. Los autores sugieren que esa percepción de rostros se evoca por objetos similares al rostro que es relativamente un proceso temprano, y no un fenómeno de reinterpretación cognitiva tardía.
Un estudio de caso sobre agnosia, evidenció que los rostros son procesados en una manera especial. Un paciente conocido como C. K., quien sufrió daño cerebral debido a un accidente en auto, luego desarrolló una agnosia en objetos. Tuvo gran dificultad con niveles básicos reconociendo objetos, también se extendió a partes del cuerpo, pero seguía reconociendo perfectamente los rostros. Después, otro estudio mostró que C.K. era incapaz de reconocer rostros que estuvieran invertidos o distorsionado, incluso en casos donde era fácil identificarlos. Esto da evidencia que el FFA fusiform face area está especializado en procesar rostros en una orientación normal.
Algunos estudios con resonancia magnética funcional y electrocorticografía han demostrado que la actividad en el FFA codifica por rostros individuales

 y el FFA está afinado para rasgos faciales relevantes para el comportamiento. Un estudio con electrocorticografía reveló que el FFA está envuelto en múltiples etapas del procesamiento de rostros, continuamente desde el momento que las personas ven un rostro hasta que responden, demostrando la dinámica y la importancia del papel que el FFA juega como parte de la red de percepción de rostros
Otro estudio encontró que hay una actividad más fuerte en el FFA cuando una persona ve el rostro de un familiar que uno no familiar. Se les mostró a los participantes diferentes fotografías de rostros que tuvieran la misma identidad, ya sea familiares, rostros con identidad separada o no familiares. Se encontró que los participantes fueron más precisos a relacionar rostros familiares a los que no eran familiares. Usando un fMRI, también encontraron que los participantes que eran precisos a identificar rostros familiares tenían mayor actividad en su área derecha del FFA y los que difícilmente relacionaban, tenían menor actividad en el área mencionada.

### Función y controversia
El área  fusiforme de las caras (FFA) es una parte del cerebro localizada en el giro fusiforme con un propósito debatido. Algunos investigadores creen que el FFA es evolutivo propuesto para la percepción de la cara.
Los psicólogos debaten entre si el FFA se activa mediante rostros ya sea por evolución o por razones de experiencias. Las hipótesis en conflicto se derivan de la ambigüedad en la activación de FFA, como el FFA es activado por ambos, ya sea objetos o rostros familiarizados. Un estudio sobre nuevos objetos llamado greebles determinó este fenómeno.

greebles

greebles

Cuando se expuso por primera vez a greebles, el FFA de una persona era activado más fuertemente por rostros que por greebles. Después de familiarizarse con greebles individuales o convertirse en un experto en greebles, el FFA de la persona era activado de manera equitativa por rostros y greebles. Igualmente, los niños con autismo han demostrado desarrollar el reconocimiento de objetos a un ritmo similar deteriorado como reconocimiento facial. Estudios tardíos de pacientes con autismo han descubierto que las personas con autismo tienen menor densidad de neuronas en el FFA. Sin embargo, esto plantea una pregunta interesante: ¿La mala percepción del rostro se debe a un número reducido de células o hay una cantidad reducida de células porque las personas autistas rara vez perciben las caras? Pregunta simple: son los rostros objetos simples con los que cada persona tiene una experiencia.

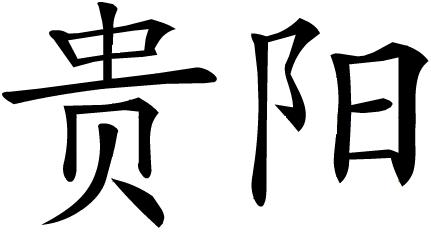
Caracteres chinos similares a los usados en Fu et al., que provocan una respuesta en el FFA.

Hay evidencia apoyando la evolución del FFA rostro- percepción. Estudios de caso dedicados a áreas del cerebro sugieren que el FFA está diseñado intrínsecamente para reconocer rostros.  Otros estudios han reconocido áreas del cerebro esenciales para el reconocimiento de ambientes y cuerpos. Sin estas áreas dedicadas, las personas serían incapaces de reconocer lugares y cuerpos. Investigaciones similares con respecto a la prosopagnosia han determinado que la FFA es esencial para el reconocimiento de rostros únicos. Sin embargo, estos pacientes son capaces de reconocer a las mismas personas gracias a otros aspectos, como la voz. Los estudios que implican caracteres del lenguaje también han sido conducidos a fin de averiguar el papel del FFA en el reconocimiento de la cara. Estos estudios han encontrado que los objetos, como los caracteres chinos, generan una alta respuesta en diferentes áreas de la FFA que las áreas que generan una alta respuesta de las caras. Estos datos implican que ciertas áreas del FFA tienen propósitos evolutivos de la cara-percepción.

### Evidencia de los bebés
El FFA está subdesarrollado en niños y no se desarrolla completamente hasta la adolescencia. Esto pone en duda el objetivo evolutivo del FFA, ya que los niños muestran la capacidad de diferenciar caras. Los bebés de dos años de edad han demostrado que prefieren la cara de su madre. Aunque el FFA está subdesarrollado en dos años de edad, los bebés tienen la capacidad de reconocer a su madre. Los bebés desde los tres meses de edad han demostrado la capacidad de distinguir entre las caras. Durante este tiempo, los bebés exhiben la capacidad de diferenciar entre géneros, mostrando una clara preferencia por las caras femeninas. Se teoriza que, en términos de evolución, los bebés se centran en las mujeres para la alimentación, aunque la preferencia podría reflejar simplemente un sesgo para los cuidadores que experimentan. Los bebés no parecen usar esta área para la percepción de las caras. El trabajo reciente con resonancia magnética no ha encontrado ningún área selectiva en el cerebro de niños de 4 a 6 meses de edad.
Sin embargo, dado que el cerebro del adulto ha sido estudiado más extensamente que el del niño que todavía está experimentando importantes procesos del neurodesarrollo, simplemente puede ser que el FFA no esté ubicado en un área anatómicamente familiar. También puede ser que la activación de muchas percepciones y tareas cognitivas diferentes en los bebés sea difusa en 
términos de circuitos neuronales, mientras que los bebés aún están pasando por períodos de neurogénesis y poda neural; esto podría hacerlo más difícil para distinguir la señal, o lo que podríamos imaginar como visual y complejo de objetos familiares (como rostros), desde el sonido, incluyendo las tasas de disparo estático de las neuronas, y actividad que se dedica a una tarea diferente enteramente que la actividad del procesamiento de rostros. La visión del infante sólo involucra el reconocimiento de luz y oscuridad. Reconociendo sólo las principales características de la cara, activando la amígdala. Estos hallazgos cuestionan el propósito de la evolución del FFA.

### Evidencias de las emociones
Los estudios en lo que puede provocar el FFA validan argumentos sobre su objetivo evolutivo.
Hay un sinnúmero de expresiones faciales en los seres humanos utilizan que perturbar la estructura de la cara. Estas interrupciones y emociones se procesan por primera vez en la amígdala y posteriormente se transmiten al FFA para su reconocimiento facial. Estos datos son utilizados por el FFA para determinar más información estática sobre la cara. El hecho de que el FFA está tan con la corriente en el procesamiento de la emoción sugiere que tiene poco que ver con la percepción de la emoción.
Reciente evidencia muestra que, el FFA tiene otras funciones respecto a las emociones. El FFA es diferencialmente activado por rostros que exhiben diferentes emociones. Un estudio ha determinado que el FFA es activado mayormente por rostros temerosos que neutrales. Esto implica que el FFA tiene funciones en el procesamiento de emociones a pesar de su procesamiento posterior y cuestiona su propósito evolutivo para identificar rostros.